# Anónima (película)
Anónima es una película de comedia romántica juvenil mexicana de 2021 dirigida por María Torres y protagonizada por Annie Cabello, Marco Antonio Morales (Ralf), Harold Azuara y Estefi Merelles. Fue lanzado en Netflix el 10 de diciembre de 2021.Fue producida por Woo Films.

## Sinopsis
Anónima se enfoca en un romance en la escuela secundaria, la película trata sobre dos estudiantes de secundaria que comienzan una amistad digital. El giro es que no tienen idea de que están hablando con una persona que les molesta en la vida real. Los dos personajes principales, Alex (Ralf) y Vale (Annie), tienen sus propios problemas, un hecho que solo empeora cuando intentan navegar por la escuela secundaria y hacia el final del baile de graduación. Para ayudarlos a superar sus problemas, entablan una amistad con un contacto "anónimo", que pronto se convierte en sentimientos románticos.

## Elenco
- Annie Cabello como Valeria.
- Marco Antonio Morales (Ralf) como Alex.
- Estefi Merelles como Regina.
- Harold Azuara como Ritchie.
- Alicia Vélez como Lina.